# Festuca madida
Festuca madida är en gräsart som beskrevs av Henry Eamonn Connor. Festuca madida ingår i släktet svinglar, och familjen gräs. Inga underarter finns listade i Catalogue of Life.